# Paymogo
Paymogo és un poble de la província de Huelva (Andalusia), que pertany a la comarca d'El Andévalo. Limita a l'est amb Santa Bárbara de Casa.

## Demografia
| 1996  | 1998  | 1999  | 2000  | 2001  | 2002  | 2003  | 2004  | 2005  |
| ----- | ----- | ----- | ----- | ----- | ----- | ----- | ----- | ----- |
| 1.294 | 1.247 | 1.235 | 1.269 | 1.289 | 1.290 | 1.262 | 1.293 | 1.290 |